# Han So-hee
Đây là một tên người Triều Tiên, họ là Han.
Han So-hee (Hangul: 한소희, Hán-Việt: Hàn Tố Hi, sinh ngày 18 tháng 11 năm 1993), tên khai sinh là Lee So-hee, là một nữ diễn viên người Hàn Quốc. Cô đóng vai chính trong các phim truyền hình như Money Flower (2017), Lang quân 100 ngày (2018), Thế giới hôn nhân (2020), My Name (2021), Dẫu biết (2021), vai phụ trong Viên đá bí ẩn (2019), Soundtrack#1 (2022), Sinh vật Gyeongseong (2023)

## Tiểu sử
So-hee sinh ngày 18 tháng 11 năm 1993 tại Ulsan, cô từng theo học tại trường trung học nữ sinh Ulsan sau đó chuyển đến trường trung học nghệ thuật Ulsan và tốt nghiệp tại đây.
Sau kỳ nghỉ đông của năm thứ ba trung học, cô lên thủ đô Seoul. Vào thời điểm đó, cô không quen biết ai nên chỉ nhận được sự giúp đỡ của bà ngoại trong 2 tháng đầu đồng thời làm nhiều công việc bán thời gian khác nhau. Trong khi làm việc bán thời gian, cô nhận được lời mời làm người mẫu và bắt đầu sự nghiệp làm người mẫu quảng cáo.

## Sự nghiệp

### 2017–2019: Khởi đầu sự nghiệp
Han So-hee xuất hiện trong video âm nhạc "Tell Me What To Do" của SHINee vào năm 2016. Cô đã xuất hiện lần đầu tiên trong lĩnh vực diễn xuất của mình với một vai nhỏ trong Thế giới hợp nhất (2017). Cô nhận được vai chính đầu tiên của mình trong Money Flower của MBC và Lang quân 100 ngày năm 2018 của tvN. Cuối năm 2018, cô đóng vai chính trong After The Rain của KBS2 và xuất hiện trong video âm nhạc "The Hardest Part" của Roy Kim. Vào năm 2019, cô đóng vai phụ trong Abyss, cùng với các diễn viên chính Ahn Hyo-seop và Park Bo-young.

### 2020: Sự công nhận rộng rãi thông quaThế giới hôn nhân
Vào năm 2020, Han So-hee đóng vai chính trong bộ phim ăn khách Thế giới hôn nhân của JTBC cùng với Kim Hee-ae và Park Hae-joon, trong đó cô đóng vai một tình nhân trẻ. Bộ phim kết thúc với tư cách là phim có tỷ suất người xem cao nhất trong lịch sử truyền hình cáp Hàn Quốc. Han So-hee cũng trở nên nổi tiếng nhờ thành công vang dội của phim.

### 2021 - Nay: Vai chính
Han So-hee đóng vai chính được phát sóng đầu tiên là trong bộ phim Dẫu biết của JTBC, phát sóng từ ngày 19 tháng 6. Cùng năm Han So-hee cũng đóng vai chính trong bộ phim truyền hình My Name của Netflix. Từ đó luôn đảm nhận các vai chính trong các bộ phim tiếp theo và trở thành ngôi sao Hallyu của Hàn Quốc.

## Danh sách phim

### Phim truyền hình
| Năm         | Tựa đề                                     | Vai diễn                 |                                         | Kênh    | Nguồn  |
| ----------- | ------------------------------------------ | ------------------------ | --------------------------------------- | ------- | ------ |
| 2016        | Spring Waltz                               | Seo Eun-young (thời trẻ) |                                         | KBS2    |        |
| 2017        | Reunited Worlds Thế giới hợp nhất          | Lee Seo-won              | Yeo Jin Goo, Lee Yeon-hee, Ahn Jae-hyun | SBS     |        |
| 2017        | Money Flower Hoa tiền                      | Yoon Seo-won             |                                         | MBC     |        |
| 2018        | 100 Days My Prince Lang quân 100 ngày      | Kim So-hye               | Do Kyung-soo, Nam Ji-hyun               | tvN     | [ 9 ]  |
| 2018        | After The Rain                             | Soo-jin                  |                                         | KBS2    |        |
| 2019        | Abyss Viên đá bí ẩn                        | Jang Hee-jin / Oh Su-jin | Ahn Hyo-seop, Park Bo-young             | tvN     | [ 10 ] |
| 2020        | The World of the Married Thế giới hôn nhân | Yeo Da-kyung             | Park Hae-joon, Kim Hee-ae               | JTBC    |        |
| 2021        | Nevertheless Dẫu biết                      | Yoo Na-bi                | Song Kang                               | JTBC    |        |
| 2021        | My Name Tên của tôi                        | Yoon Ji-woo / Oh Hye-jin | Ahn Bo-hyun                             | Netflix |        |
| 2022        | Soundtrack #1                              | Seo Eun Soo              | Park Hyung-sik                          | Disney+ |        |
| 2023 - 2024 | Sinh Vật Gyeongseong                       | Yoon Chae Ok             | Park Seo-joon, Wi Ha-joon               | Netflix |        |

### Video âm nhạc
| Năm  | Tựa đề             | Nghệ sĩ        |
| ---- | ------------------ | -------------- |
| 2016 | Tell Me What To Do | Shinee         |
| 2017 | That Girl          | Jung Yong-hwa  |
| 2018 | The Hardest Part   | Roy Kim        |
| 2019 | You&I              | MeloMance      |
| 2023 | Seven              | Jungkook (BTS) |

### Chương trình truyền hình
| Năm  | Tựa đề        | Vị trí                              |
| ---- | ------------- | ----------------------------------- |
| 2019 | 바다가 들린다 | Khách mời thường xuyên (11/8 - 1/9) |

## Giải thưởng và đề cử
| Năm  | Giải thưởng                                | Hạng mục                                     | Đề cử                    | Kết quả   |  |
| ---- | ------------------------------------------ | -------------------------------------------- | ------------------------ | --------- |  |
| 2017 | 2017 MAXIM K-model awards                  | Người mẫu quảng cáo của năm                  | —                        | Đoạt giải |  |
| 2017 | MBC Drama Awards                           | Nữ diễn viên mới xuất sắc nhất               | Money Flower             | Đề cử     |  |
| 2020 | Giải thưởng nghệ thuật Baeksang lần thứ 56 | Nữ diễn viên mới xuất sắc nhất (truyền hình) | The World of the Married | Đề cử     |  |
| 2020 | Brand Of the year 2020                     | Nữ diễn viên mới xuất sắc nhất               | The World of the Married | Đoạt giải |  |
| 2020 | Asia Artist Award 2020                     | Giải thưởng diễn viên tân binh của năm       | The World of the Married | Đoạt giải |  |
| 2021 | First Brand Award 2021                     | Giải thưởng diễn viên mới xuất sắc           |                          | Đề cử     |  |
| 2022 | Asia Artist Award 2022                     | Nữ diễn viên xuất sắc nhất                   | Soundtrack #1            | Đoạt giải |  |